# 神戸市交通局1000形電車 (軌道)
神戸市交通局1000形電車（こうべしこうつうきょく1000がたでんしゃ）は、神戸市交通局がかつて所有していた神戸市電の路面電車車両である。

## 概要
900形の増備車として、1949年 - 1950年に日立製作所他のメーカーにて 1001 - 1020 の20両が製造された。
900形との違いは、前後扉の幅が少しだけ広くなり、車内の造作に改良が加えられたこと、さらに1950年製造の 1018 - 1020 は、最初から集電装置にビューゲルを採用したことである。また1001・1002は、1952年ごろに一時的にパンタグラフを装備したこともあるが、後に全車ビューゲル化された。
中扉は1960年から1962年にかけて撤去され、窓を新設のうえ、車内の座席も延長するなどの工事を受け、前後2扉車となった。一部の車両は、窓枠がアルミサッシ化されている。
本形式の廃車は、1969年12月1日付の1014から実施され、1970年3月の山手・上沢・須磨の各線の廃止時に1007が、8月1日付で 1002 - 1006, 1008, 1018 の7両が廃車されたが、残りの11両は市電全廃まで使用された。
全廃後、1000形の車体は9両が各施設に払い下げられたが、すでにそのほとんどが消滅している。